# Janine Turner
Janine Turner (nascuda Janine Loraine Gauntt; Lincoln, 6 de desembre de 1962) és una actriu estatunidenca principalment coneguda pels seus papers com a Maggie O'Connell a la sèrie de televisió Northern Exposure, com a Jessie Deighan al llargmetratge Cliffhanger i com a Katie McCoy a Friday Night Lights. És autora, conferenciant pública i fundadora i copresidenta de Constituting America 2010.

## Primers anys
Turner va néixer Janine Loraine Gauntt a Lincoln, Nebraska, filla de Janice Loraine (née Agee) i Turner Maurice Gauntt Jr. Els seus pares van tornar al seu Texas natal poc després del seu naixement i Turner va créixer a Euless i Fort Worth, Texas.

## Carrera
El 1978, Turner, de 15 anys, va marxar de casa per seguir una carrera de model amb l'agència de modelatge Wilhelmina a la ciutat de Nova York. Va començar la seva carrera d'actriu el 1980 a Hollywood, apareixent en diversos episodis de Dallas. L'octubre de 1981 es va poder veure Turner en un anunci de televisió per a l'esponja corporal Buf-Puf. Va continuar fent aparicions com a convidada a programes de televisió durant la dècada de 1980 abans d'aconseguir el paper de Laura Templeton a General Hospital.
El 1986, Turner s'havia frustrat per la qualitat dels papers que estava aconseguint. Com va dir al Chicago Tribune cinc anys després, "sempre estava treballant, però volia fer papers més seriosos i sabia que tenia el talent. Havia d'allunyar-me de Hollywood". Ignorant el consell del seu agent, Turner es va traslladar a Nova York per perfeccionar el seu ofici, estudiant a Manhattan amb Marcia Haufrecht de l'Actors Studio.

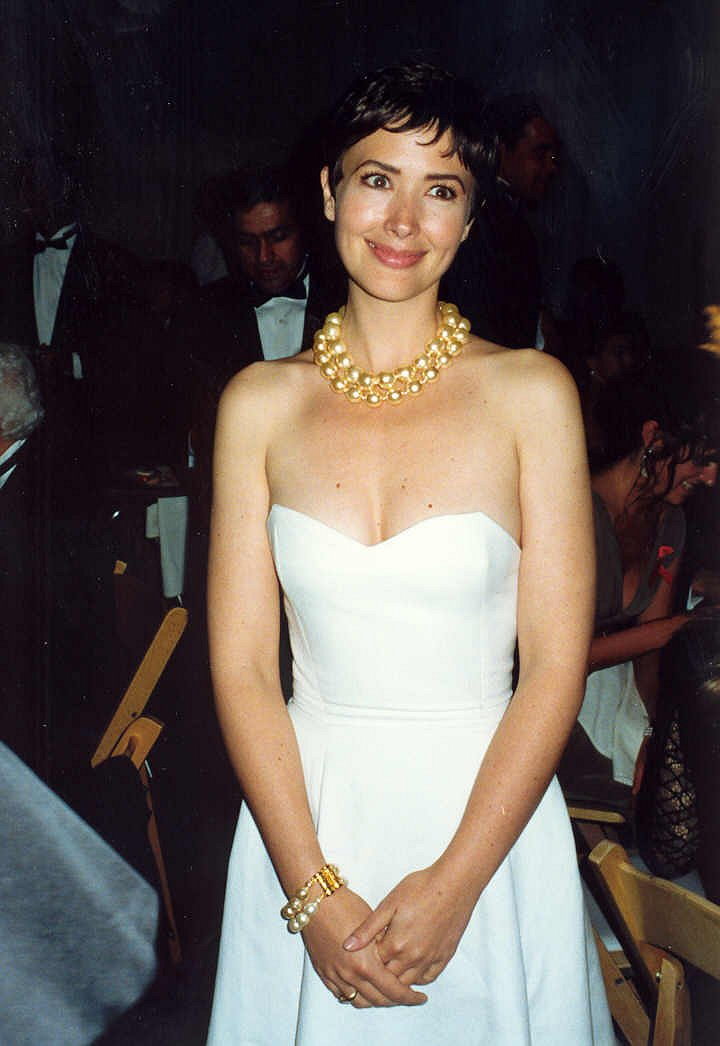
Janine Turner al Ball del Governador després dels premis Emmy de 1992

El 1990, interpretada per Maggie O'Connell, el treball de Turner a Northern Exposure li va valer una nominació als Emmy el 1993 i tres nominacions consecutives als Globus d'Or del 1992 al 1994. A part dels elogis, el paper en si va ser una experiència positiva per a Turner, després dels papers de "damisela en perill" que l'havien fet fora de Hollywood en primer lloc. "He trobat el meu personatge ideal en Maggie", va dir al Tribune. "És més intel·ligent i més forta que tots els homes que coneix". El propi moviment de Turner d'Hollywood a Nova York va ser reflectit per Maggie, des de la seva acomodada comunitat de Grosse Pointe fins al remot remans fictici de Cicely, Alaska. Turner va dir sobre Maggie que "va anar a contracorrent i es va desafiar a si mateixa mudant-se a Alaska".

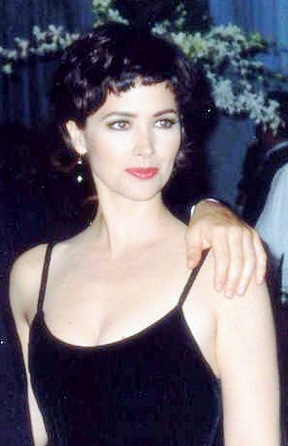
Turner als Premis Emmy de 1993, Ball del Governador

Després del seu avenç a Northern Exposure, Turner va aparèixer a la pel·lícula d'acció Màxim risc al costat de Sylvester Stallone. A continuació, va aparèixer com June Cleaver en una adaptació cinematogràfica de Leave It to Beaver de l'original de televisió del mateix títol, després a Stolen Women: Captured Hearts i El doctor T i les dones amb Richard Gere. També va aparèixer a No Regrets i a nombroses pel·lícules de la setmana.
L'any 2004, Turner va escriure, produir i dirigir la premiada Trip in a Summer Dress, una pel·lícula sobre una mare de voluntat forta i els seus fills. El 2006, va aparèixer en una pel·lícula de baix pressupost filmada a Dallas, The Night of the White Pants, amb Tom Wilkinson. El 2007, va coescriure, coproduir i protagonitzar Christoga, un DVD de ioga cristià, Turner també va coescriure i produir un àlbum, Mockingbird Hill, en el qual cantaven tant ella com la seva filla Juliette.
El 2008, Turner va començar una sèrie de 12 episodis a la sèrie de televisió de la NBC Friday Night Lights. Va retratar Katie McCoy, mare d'un talentós quarterback de futbol de secundària.

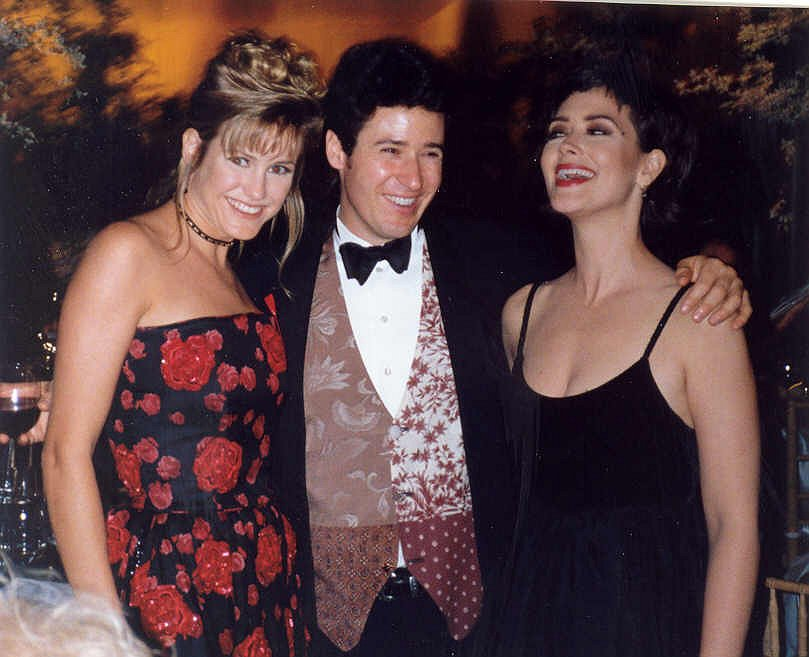
Cynthia Geary, Rob Morrow i Janine Turner als 45ens Primetime Emmy Awards, setembre de 1993

El 2015, Turner va interpretar l'esposa del personatge d'Anthony Hopkins a Solace.
El 2010 Turner va fundar i és el copresidenta de l'organització Constituting America amb la copresidenta Cathy Gillespie, destinada a educar adults i estudiants estatunidencs sobre la rellevància no partidista de la Constitució dels EUA.
El 21 de maig de 2011, Turner va començar a oferir un programa de tertúlies en directe de dues hores, The Janine Turner Show, a l'estació de ràdio KLIF (AM) a Dallas, i a Houston, KPRC (AM), seguit d' iHeart Radio fins al 2013. Va ser guardonat amb el "Millor programa de ràdio de Dallas".
Turner és autora de quatre llibres, Holding Her Head High: Inspiration from 12 Single Mothers Who Defended Their Children and Changed History, A Little Bit Vulnerable: On Hollywood, God, Sobriety, & Politics, Wisdom For Every Day: Inherited Del meu besavi i Artificial Intelligentsia vs. Primal Sense. Holding Her Head High se centra en les mares solteres al llarg de la història, com Rachel Lavein Fawcett, la mare soltera abandonada d'Alexander Hamilton.

## Activisme i defensa
El 2006, Turner va ser nomenada membre del Consell del President de Servei i Participació Cívica. El 2010, Turner va llançar la seva carrera d'oradora en públic al circuit nacional i es va convertir en un oradora pública d'inspiració molt buscada sobre una gran quantitat de temes, com ara la salut del cor, la sobrietat, la fe, la Constitució i la política. Parla en esdeveniments corporatius, esdeveniments cívics, escoles, universitats i esglésies.
Turner s'ha descrit a ella mateixa com "socialment liberal i fiscalment conservadora. Sóc gairebé més llibertària". Turner ha escrit 85 assaigs sobre els 85 Federalist Papers, i molts articles d'opinions per al Washington Examiner, The Washington Times i FoxNews.com. Turner ha escrit una petició, "The Truth Act", i el corresponent llibre blanc, "Long and Little Known: How Incoherent Statutes Harm Liberty & the Rule of Law".

## Vida personal
Turner no s'ha casat mai. La seva filla, Juliette Turner-Jones, va néixer el 1997. Turner es va comprometre una vegada amb Alec Baldwin i també va sortir amb Troy Aikman, Mikhaïl Baríxnikov, Mark Grace i Sylvester Stallone. El 2014, Turner vivia en una granja de bestiar llarga fora de Dallas amb la seva filla.

## Filmografia

### Cinema
| Any  | Títol                                                 | Paper                 | Notes                                            |
| ---- | ----------------------------------------------------- | --------------------- | ------------------------------------------------ |
| 1982 | Els bojos del bisturí                                 | Cameo                 |                                                  |
| 1986 | Knights of the City                                   | Brooke                |                                                  |
| 1986 | Tai-Pan                                               | Shevaun Tillman       |                                                  |
| 1988 | Atracció diabòlica                                    | Linda Aikman          |                                                  |
| 1989 | Magnòlies d'acer                                      | Nancy-Beth Marmillion |                                                  |
| 1990 | La misteriosa ambulància                              | Cheryl Turner         |                                                  |
| 1993 | Màxim risc                                            | Jessie Deighan        |                                                  |
| 1997 | The Curse of Inferno                                  | Layla Moanes          |                                                  |
| 1997 | Leave It to Beaver                                    | June Cleaver          |                                                  |
| 2000 | El doctor T i les dones                               | Dorothy Chambliss     |                                                  |
| 2004 | No Regrets                                            | Cheryl                |                                                  |
| 2004 | Trip in a Summer Dress                                | Mama                  | Curtmetratge. Escriptora, productora i directora |
| 2006 | Miracle Dogs Too                                      | Paula Wells           | directe-a-vídeo                                  |
| 2006 | The Night of the White Pants                          | Barbara Hagan         |                                                  |
| 2009 | Birdie & Bogey                                        | Amy                   |                                                  |
| 2009 | Maggie's Passage                                      | Jenny Sirron          |                                                  |
| 2015 | The Ivy League Farmer                                 | Ella Gilbert          |                                                  |
| 2015 | Solace                                                | Elizabeth Clancy      |                                                  |
| 2016 | Occupy, Texas                                         | Mrs. Thomas           |                                                  |
| 2018 | Gosnell: The Trial of America's Biggest Serial Killer | Dr. North             |                                                  |
| 2023 | Birthright Outlaw                                     | Bonnie Beauchamp      |                                                  |

### Televisió
| Any       | Títol                              | Paper               | Notes |
| --------- | ---------------------------------- | ------------------- | --- |
| 1980–1981 | Dallas                             | Susan               | 3 episodis |
| 1981      | Mr. Merlin                         | Sheila              | Episodi: "All About Sheila" |
| 1981–1982 | Behind the Screen                  | Janie-Claire Willow | |
| 1982      | The Love Boat                      | Betsy Dunvar        | Episodi: "The Victims/Man in the Iron Shorts" |
| 1982–1983 | General Hospital                   | Laura Templeton     | |
| 1983      | The Paper Chase                    | Sondra              | Episodi: "Birthday Party" |
| 1983      | Happy Days                         | Debbie              | Episodi: "Where the Guys Are" |
| 1983      | Boone                              | Maggie              | Episodi: "Words and Music" |
| 1984      | The Master                         | Gina/Teri           | Episodi: "The Good, the Bad and the Priceless" |
| 1984      | Santa Barbara                      | Hollywood Woman     | Episodi: "#1.8" |
| 1984      | The New Mike Hammer                | Christine           | Episodi: "Bonecrunch" |
| 1985      | The A-Team                         | Theresa Gianni      | Episodi: "The Big Squeeze" |
| 1985      | Knight Power                       | The Chicken Queen   | Voice; episode: "The A-Bok-Bok-Bokalypse" |
| 1986–1987 | Another World                      | Patricia Kirkland   | 2 episodis |
| 1989      | El salt                            | Michelle            | Episodi: "Catch a Falling Star" |
| 1990–1995 | Northern Exposure                  | Maggie O'Connell    | 110 episodis Nominada — Globus d'Or a la millor actrius en sèrie de televisió – Sèrie dramàtica (1992–1994) Nominada — Primetime Emmy a la millor actriu en sèrie dramàtica Nominada — Premi del Sindicat d'Actors al millor repartiment en sèrie de comèdia |
| 1997      | Stolen Women: Captured Hearts      | Anna Brewster       | Telefilm |
| 1998      | Circle of Deceit                   | Terry Silva         | Telefilm |
| 1998      | Beauty                             | Alix Miller         | Telefilm |
| 1999      | Fatal Error                        | Dr. Samantha Craig  | Telefilm |
| 1999      | A Secret Affair                    | Vanessa Stewart     | Telefilm |
| 2000–2002 | Strong Medicine                    | Dr. Dana Stowe      | 50 episodis |
| 2005      | Walker Texas Ranger: Trial by Fire | Ranger Kay Austin   | Telefilm |
| 2007      | Primal Doubt                       | Jean Harper         | Telefilm |
| 2008      | Law & Order: Special Victims Unit  | Victoria Grall      | Episodi: "Inconceivable" |
| 2008–2009 | Friday Night Lights                | Katie McCoy         | 12 episodis |
| 2019      | Patsy &amp; Loretta                | Hilda Hensley       | Telefilm |
| 2021      | Taking the Reins                   | Bonnie              | Hallmark Television film |

## Premis i nominacions
Premi Emmy
- 1993: Nominada, "Actriu principal destacada en una sèrie dramàtica" - Northern Exposure[15]

Premi Globus d'Or
- 1992: Nominada, "Millor actuació d'una actriu en una sèrie de televisió - Drama" - Northern Exposure[16]
- 1993: Nominada, "Millor actuació d'una actriu en una sèrie de televisió - Drama" - Northern Exposure[17]
- 1994: Nominada, "Millor actuació d'una actriu en una sèrie de televisió - Drama" - Northern Exposure[18]
- 1995: Turner va acollir la 52a edició dels Globus d'Or

Premi del Sindicat d'Actors de Cinema
- 1995: Nominada, "Actuació destacada d'un conjunt en una sèrie de comèdia" - Northern Exposure[19]

Premi Jove Artista
- 1982: Guanyadora, "Millor actriu jove de la sèrie diürna" - General Hospital[20]